# Église de la Sainte-Trinité de Pierrepont
L'église de la Sainte-Trinité de Pierrepont est une église située sur la commune de Lantheuil dans le département du Calvados en région Normandie. L'église fait l’objet d’une inscription au titre des monuments historiques depuis le 5 octobre 2001.

## Histoire
Jusqu'à la Révolution, les paroisses de Pierrepont et d'Amblie furent intimement liées. En l'an V de la République, avant d'être déclaré « déporté », le prêtre Lefort était curé de la deuxième portion d'Amblie, c'est-à-dire de Pierrepont. En 1835, cette paroisse fut rattachée à Lantheuil par le préfet du Calvados Turgot . Dans les années 1880, le curé n'y célébrait plus la messe que de temps à autre.
La construction de l'église remonte à la fin du XIe siècle et s'est poursuivie aux XIIe, XVIIe et XVIIIe siècles.

## Architecture
Construite au XIIe siècle, la nef à trois travées est éclairée par quatre petites baies étroites. Le mur sud arbore encore huit modillons typiques de l'art roman, apposés sur une frise en  damier semblable à celles de l'église de Thaon à quelques kilomètres. Le linteau d'une des deux baies est décoré d'animaux qui se mordent la queue. Le mur nord, beaucoup plus remanié, laisse voir des  pierres de réemploi dont plusieurs proviennent de la frise disparue de ce même mur. Le portail ouest, accès principal à la nef est aussi témoin de l'art roman avec sa voûte de plein cintre décorée de deux archivoltes et d'une cimaise ornée de deux rangées de billettes.
Le Clocher-mur du XVIIe siècle sépare la nef du chœur remanié lui aussi au XVIIe siècle. Une cloche unique fondue en 1868 remplace les deux cloches d'origine. Au-dessus de la sacristie, une chambre éclairée par deux grandes fenêtres offrait aux prêtres le confort de sa cheminée de pierre. Un potager, avec sortie de l'eau à l'extérieur par une pierre à évier typique de la région, permettait de laver légumes et vaisselle et de cuire des repas.
Un cadran solaire est établi sur un contrefort plat du côté méridional de l'église, recevant ainsi le maximum de soleil dans la journée.
Une chapelle accolée au chœur côté sud en 1748 fut détruite au XIXe siècle. Dans le cimetière trône une pietà en fonte créée par J. Sanson en 1869.

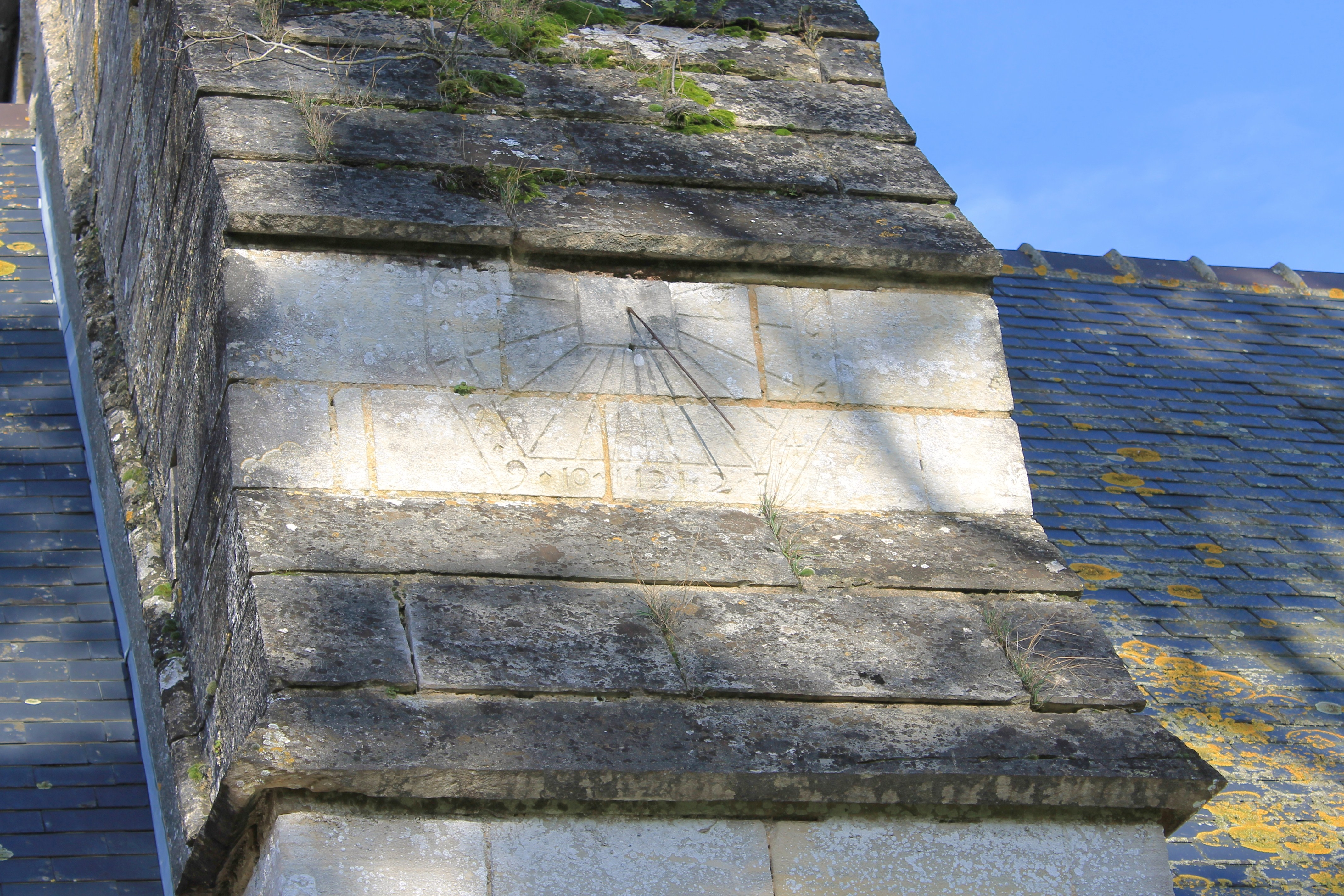
Cadran solaire.
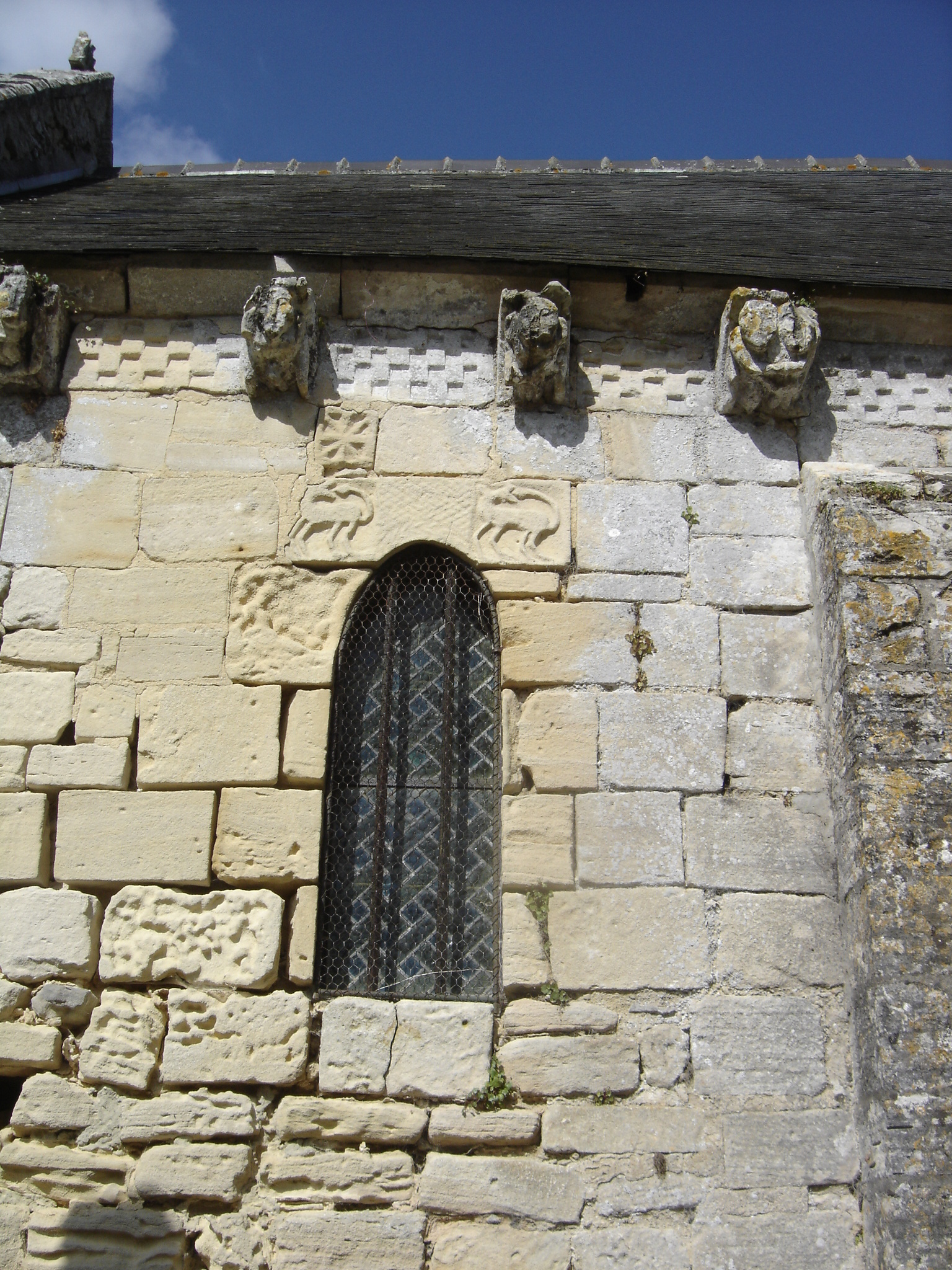
Petite baie du mur sud.
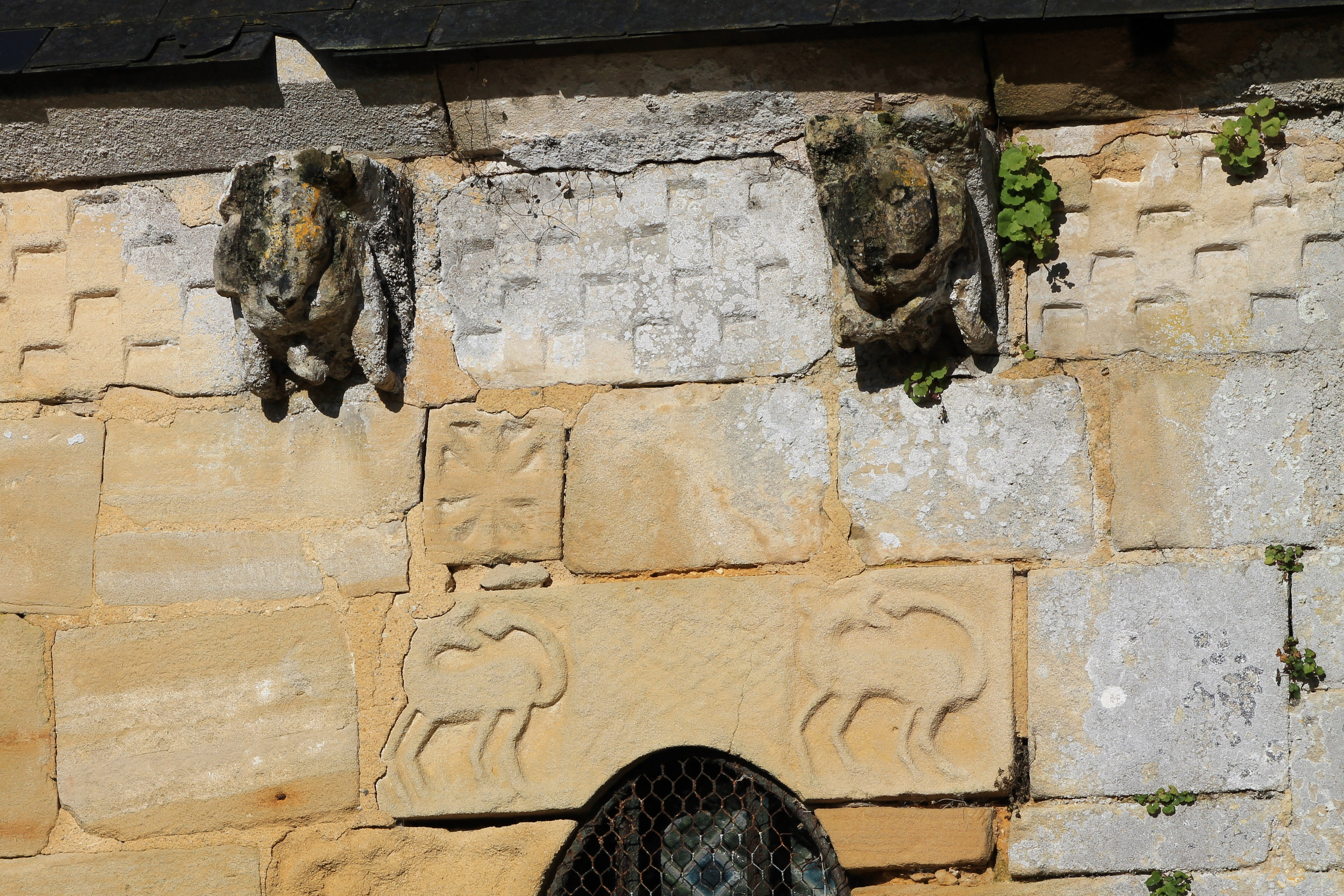
Modillons et quadrupèdes.
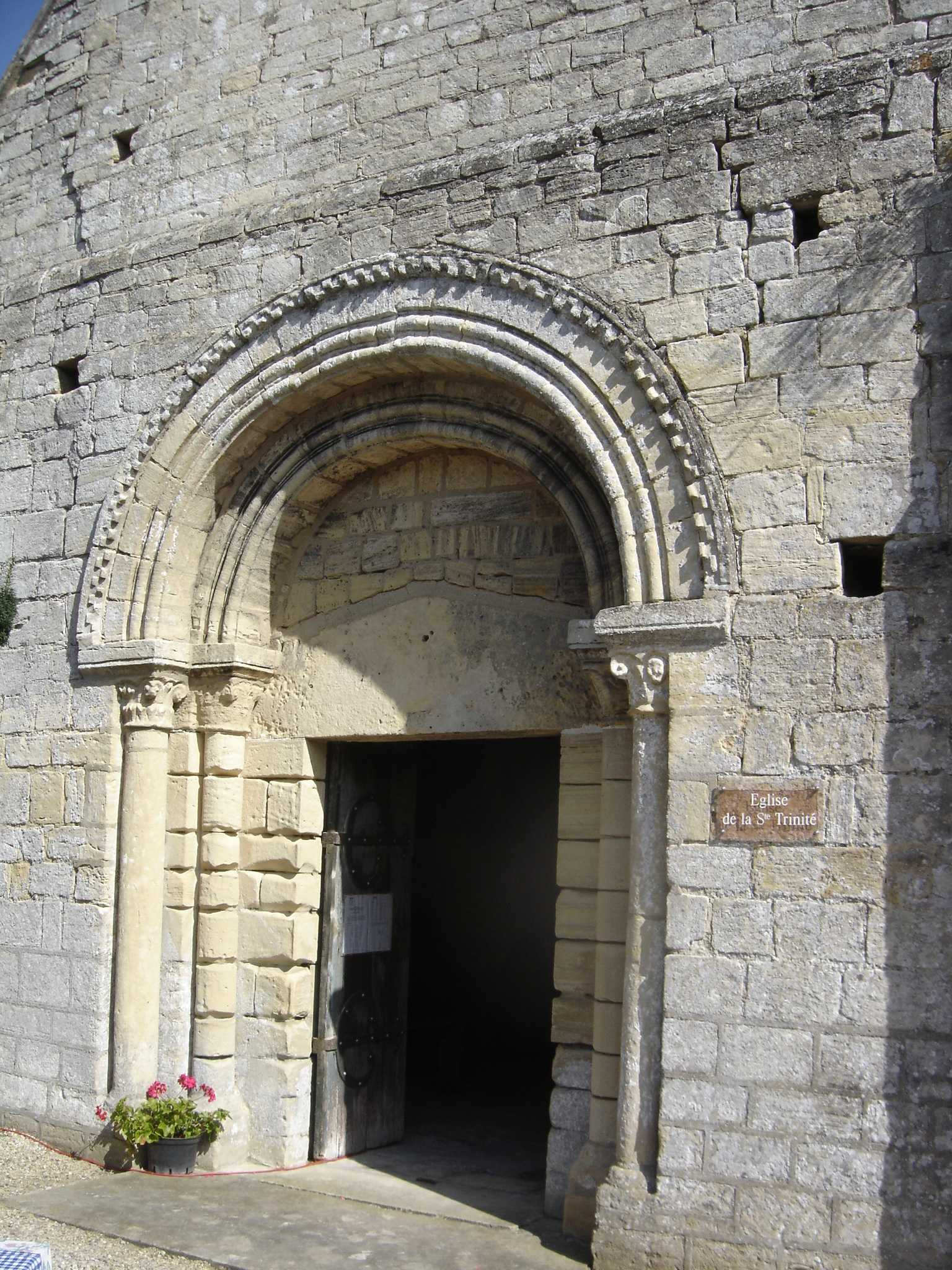
Portail ouest.
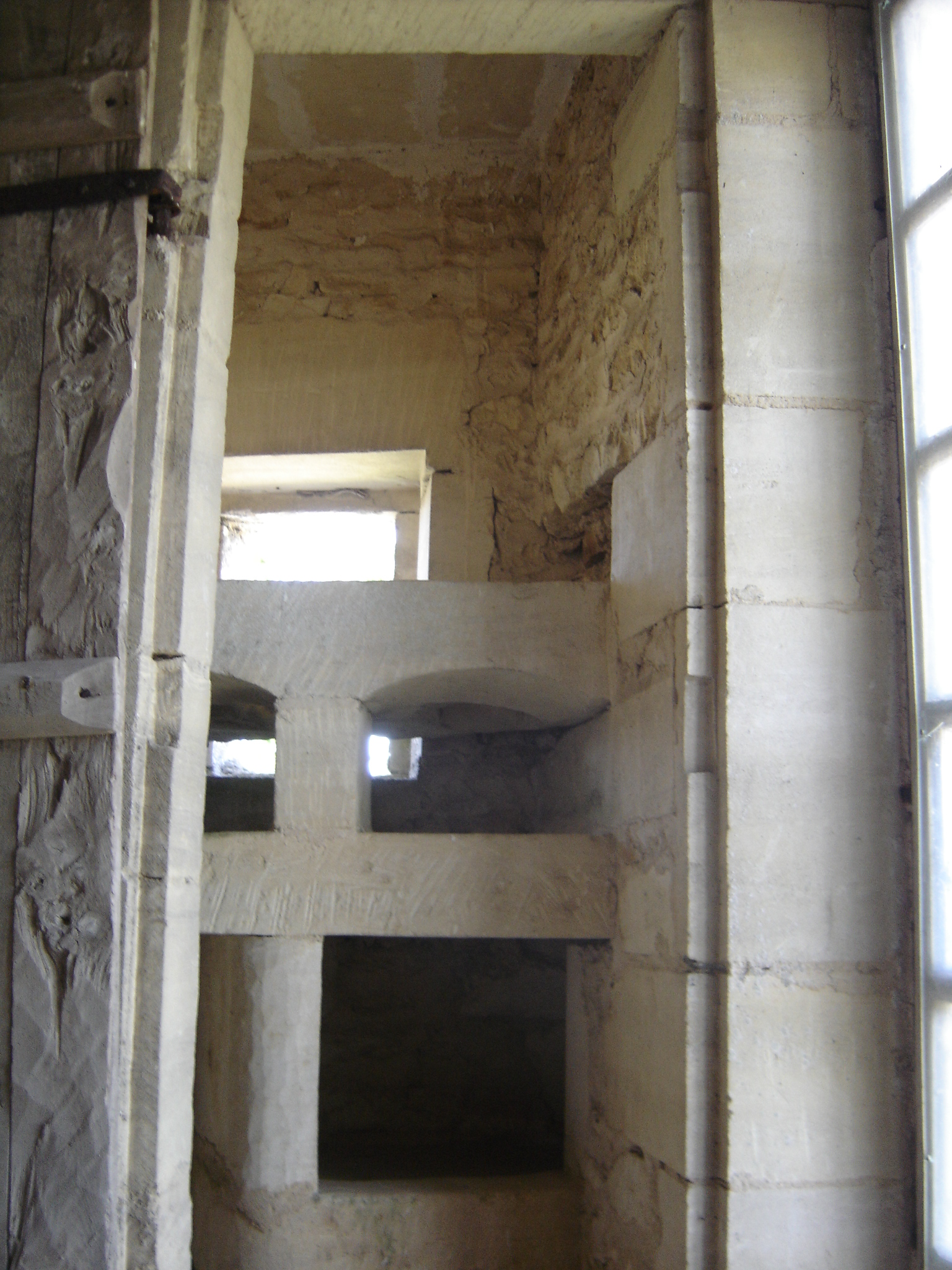
Potager de la chambre.